# Cytospora occulta
Cytospora occulta är en svampart som beskrevs av Sacc. 1884. Cytospora occulta ingår i släktet Cytospora och familjen Valsaceae.   Inga underarter finns listade i Catalogue of Life.